# Gal·loanseris
Els gal·loanseris (Galloanserae) formen un clade d'ocells al que habitualment hom dona categoria de superordre, dins la infraclasse dels neògnats (Neognathae). Està format pels ordres dels anseriformes (Anseriformes) i els gal·liformes (Galliformes). Estudis morfològics i moleculars suggereixen que aquests dos grups són parents propers. Aquests dades s'han recolzat per estudis de seqüències d'ADN, així com de presència/absència de retrotransposons.

## Característiques

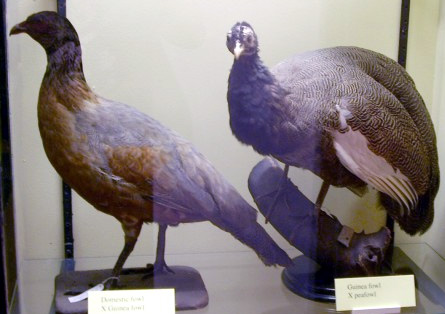
Híbrid entre gall domèstic i pintada (esquerra) i entre pintada i paó (dreta), Rothschild Museum (Tring)

Tot i que presenten una gran diversitat ecològica i, per tant, diverses adaptacions morfològiques i etològiques als diferents estils de vida, hi ha algunes característiques coincidents entre els dos ordres.
- Els galloanserae són molt prolífics, amb postes de més de 5 ous, arribant a més de 10, que són moltes per a ocells tan grosos. Per exemple els ocells rapinyaires i els coloms poques vegades ponen més de dos ous.

- Encara que la majoria de les aus són monògames, almenys durant cada temporada de cria, molts Galloanserae són notòriament polígams o poligínics. Per als ornitòlegs, això és particularment conegut en el cas dels ànecs, en què els mascles s'agrupen a vegades, per acosar les femelles. Més familiar resulta el cas dels costums polígames del gall domèstic, en què normalment un o dos galls romanen amb un ramat de femelles.

- La hibridació és molt freqüent entre gèneres de galloanserae, mentres que entre altres ocells normalment no es produeixen híbrids genèrics viables. Les pintades han hibridat amb èxit amb gallines i paons, amb els quals no estan íntimament relacionades. Aquest factor complica molt la investigació basada en seqüències d'ADNmt. La raça nord-americana d'ànec collverd, per exemple, sembla que deriva d'alguns mascles que van arribar des de Sibèria, es va establir, i es van aparellar amb ancestres de l'ànec negrós.[4]

- Els joves galloanserae són presenten molta precocitat, ja que poden nedar i bussejar dues hores després de l'eclosió. Les cries dels megapòdids estan completament emplomallades i fins i tot poden volar distàncies llargues, tan aviat surten del niu.

## Sistemàtica i evolució
Aquestes aus són el primer llinatge de neògnats a evolucionar. Dels escassos fòssils trobats fins ara, es dedueix que ja estaven molt estesos al final del Cretaci, essent el grup predominant entre les aus modernes, tot i que pertanyien a un llinatge avui extint, eren contemporanis dels dinosaures (no aviaris). A diferència dels Gal·liformes, morfològicament bastant conservadors, els anseriformes s'han adaptat a una alimentació per filtració i es caracteritzen per un gran nombre de autapomorfismes relacionats amb aquest estil de vida. Els avançats sistemes d'alimentació dels Anseriformes, juntament amb les similituds del Presbyornis, un primitiu anseriforme, amb els ocells limícoles, va portar alguns científics a relacionar anseriformes i caradriformes.
 No obstant això, els successius estudis donen suport al clade Galloanserae, que continua sent acceptat com un llinatge evolutiu per la gran majoria dels científics.
A més dels membres vius, el Gastornithidae són probablement un membre prehistòric dels Galloanserae.